# محمود حريتاني
محمود حريتاني، (1924 - 20 مايو 2020) باحث ومؤرخ سوري من مواليد مدينة حلب، وأهم الآباء المؤسسين للعمل الأثري في سورية. درس التاريخ في جامعة دمشق، وتخرج عام 1952، ودرس أيضًا الحقوق في جامعة حلب ونال الشهادة عام 1969.
تابع دراسته في فرنسا حيث تحصَّل على شهادة الدبلوم في الدراسات والثقافات الإسلامية من جامعة ليون الثانية عام 1982، إضافةً إلى درجة الدكتوراه من الجامعة نفسها عام 1984.

## سيرته
عاد الدكتور حريتاني إلى سورية لينخرط في سلك التعليم، حيث درس في معاهد إعداد المعلمين 1952 - 1963، وفي كلية الآداب في «جامعة حلب» 1963 - 1969، وفي كلية الآداب، وقسم الدراسات العليا في معهد التراث العلمي العربي، وكلية الهندسة المعمارية في «جامعة حلب» 1969 - 2005.
عمل مفتشاً في آثار ومتاحف المنطقة الشمالية في سورية بين 1958 - 1963، وعمل مديراً لآثار ومتاحف المنطقة الشمالية في سورية بين 1969 - 1980، وأخيراً عمل مديراً لمتحف التقاليد الشعبية والصناعات اليدوية في حلب بين 1980 -1989.
عضو في الجمعية السورية لتاريخ العلوم في جامعة حلب منذ العام 1985، وعضو في الجمعية الأثرية الألمانية في «برلين الغربية» منذ العام 1969، وصديق للمعهد الفرنسي للدراسات العربية في دمشق منذ العام 1970، وصديق المعهد الفرنسي لآثار الشرق الأدنى في دمشق منذ العام 1970 وعضو في جمعية المتاحف الدولية، كما أشرف على الدراسات العليا في الشرق الأدنى لطلاب الجامعة الدولية في «اليابان» I,U,J في مدينة «نيغاتا» كما أشرف على أكثر من 130 دراسة حول مدينة «حلب» القديمة لطلاب عرب وأجانب.
كان للباحث حريتاني الأثر الكبير في إدراج المدينة القديمة في حلب على لائحة التراث العالمي لليونسكو بفضل جهوده وندواته وكتبه وشرحه عن المدينة وأهميتها التاريخية العظيمة.
من أقوال الراحل عن مدينته حلب: «قمت بواجبي وخاصة في تكوني العلمي والآثاري، وحلب تبقى بالنسبة لي كل شيء والناس يعرفونها في كتبي وتدريسي ومحاضراتي من طوكيو حتى دبلن ومن استوكهولم إلى البتراء، وصولاً إلى شمال أفريقيا وحتى أرمينيا.»

## تكريمه
تلقى الدكتور حريتاني العديد من الأوسمة منها وسام الثقافة من الجمهورية البولونية عام 1973 ووسام فارس من الجمهورية الإيطالية عام 1974.

## مؤلفاته
عدا الدراسات والمقالات والمحاضرات المتعلقة بمدينة حلب القديمة لديه مجموعة من الكتب المطبوعة في هذا المجال هي:
- أحياء حلب القديمة /2005/
- المدينة القديمة، التدهور والإحياء /2005/
- حلب والسلطنة العثمانية /2005/
- أسواق المدينة /2006/
- وقف أبشير باشا /2007/
- تاريخ اليهود في حلب /2008/
- حلب في النصف الأول من القرن العشرين /2008/
- السياحة الثقافية /2005/
- أوابد سويقة علي /2010/
- القدس أولاً /2010/